# Distrito de Arida
El distrito de Arida (有田郡 Arida-gun?) es un distrito localizado en la prefectura de Wakayama, Japón. En junio de 2019 tenía una población estimada de 43.727 habitantes y una densidad de población de 99,8 personas por km². Su área total es de 437,96 km².

## Localidades
- Aridagawa
- Hirogawa
- Yuasa